# Thorunna horologia
Thorunna horologia is een zeenaaktslak die behoort tot de familie van de Chromodorididae. Deze slak komt voor langs de kusten van Tanzania en Zuid-Afrika. 
De slak is wit gekleurd, met een oranje-rode mantelrand. De kieuwen en de rinoforen zijn wit met een oranje schijn. Ze wordt, als ze volwassen is, zo'n 8 tot 12 mm lang. Ze voeden zich met sponzen.